# Andrej Korotajev
Andrej Korotajev (russisk: Андре́й Вита́льевич Корота́ев tr. Andrej Vitaljevitj Korotajev; født 17. februar 1961 i Moskva) er en russisk antropolog, økonomisk historiker, demograf og sociolog. Han er leder af Institut for Asien og Afrika Studier på det Russiske Universitet for Humaniora, Moskva. Han var også ansat som gæsteprofessor ved Institute for Advanced Study, Princeton. (2003–2004).
Han er kendt for sine bidrag til teorien om sociale udvikling. Desuden fremsatte Korotajev et væsentligt bidrag til studiet af oprindelsen af Islam. Han skabte en række matematiske modeller, der beskriver i detaljer de langsigtede politisk-demografiske dynamikker i Egypten.